# Okap (budownictwo)

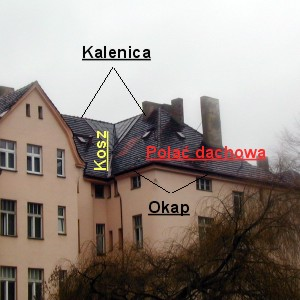
Części dachu

Okap – dolna, pozioma krawędź dachu, zwykle wysunięta przed płaszczyznę elewacji.
Podstawową funkcją okapu jest skierowanie wody opadowej poza ściany budynku. Wzdłuż okapu zazwyczaj przebiega rynna.